# ノルマン人のアイルランド侵攻
ノルマン人のアイルランド侵攻（もしくは侵略、英: Norman invasion of Ireland）は、1169年5月1日にレンスター王ダーマット・マクモローの強い要請によって行われたノルマン人の軍事遠征である。それはヘンリー2世による1171年10月18日の遠征を引き起こし、結果的にアンジュー帝国によるアイルランド卿支配体制の始まりとなった。また直接の結果としてアイルランド上王の終焉となった。

## 1169年の侵攻
ティロンの首領であったアイルランド上王ムルタ・マクロクリン（1166年没）の保護を失った後、マクモローは、新たな上王であるローリー・オコナーの旗下のアイルランド人の連合軍によって追放された。
マクモローはブリストルに最初逃亡し、後にノルマンディーに逃げた。彼は自身の王国を取り戻すためにヘンリー2世の名前を使う許可を求めてこれを認められた。1167年までにマクモローはモーリス・フィッツジェラルドの支援を取り付け、後にデハイバースの王子レス・アプ・グラフィズに対して、フィッツジェラルドの異母兄弟であるロバート・フィッツステファンを遠征に参加するために解放するよう説得した。最も重大なこととしてマクモローはストロングボウとして知られるペンブローク伯リチャード・ド・クレアの支持を取り付けた。 
最初にアイルランドに上陸したノルマン人騎士は1167年のリチャード・フィッツゴッドバード・デ・ロシュ (Richard fitz Godbert de Roche) であったが、ノルマン、ウェールズ、そしてフランドルの主力がウェックスフォードに上陸したのは1169年であった。なお、ダーマットがレンスターを回復した短い間、ウォーターフォードとダブリンはその支配下にあった。ストロングボウはダーマットの娘であるイーファ (Aoife) と結婚し、彼はレンスター王国の後継者に指名された。この後継者指名にヘンリー2世は驚愕し、アイルランドにおいて自国に対抗するノルマン人国家の成立を恐れた。そのためヘンリーは自身の権力を確固たるものにするためにアイルランド島に存在する地方、レンスターに赴くことを決めた。

## ヘンリー2世による1171年の侵攻
初のイングランド人教皇であるハドリアヌス4世は彼の最初期の行動のひとつとして1155年に教皇教書を発行し、教会の腐敗と乱用を抑制する手段としてヘンリーにアイルランド侵攻の権限を与えた。しかしながらコンスタンティヌスの寄進状によってアイルランド島だけではなくヨーロッパ沿岸のすべての島（イングランド含む）が教皇の宗主権を帯びて以来、ラウダビリテルの使い道は当時ほとんどなかった。関連する文章は以下である。
「汝の殿下がまた認められるのと同様に、高潔なる太陽であるキリストが照らし、そしてキリスト教の教義を受け入れているアイルランドとすべてのその他の島が聖ペテルと聖なるローマ教会の管区に属することに疑いはまったく無い。（There is indeed no doubt, as thy Highness doth also acknowledge, that Ireland and all other islands which Christ the Sun of Righteousness has illumined, and which have received the doctrines of the Christian faith, belong to the jurisdiction of St. Peter and of the holy Roman Church）」
ラウダビリテルへの言及が頻繁になるのはテューダー朝後期に入って、ルネサンスのヒューマニズム学者によってコンスタンティヌスの寄進状がその史的確実性について疑問を投げかけられてからである。
1171年、ヘンリーはウォーターフォードに大艦隊をもって上陸し、初めてアイルランドの土を踏んだイングランド王となった。ウォーターフォードとダブリンは王領都市であると宣言され、11月にはヘンリーはダブリンにおいてアイルランドの王たちの降伏を受け入れた。ハドリアヌスの後任である教皇アレクサンデル3世は1172年にヘンリーへのアイルランドの土地下付を承認し、これはキャセルの総会においてすべてのアイルランド司教によって受け入れられた。ヘンリーはアイルランドの領域と「アイルランド卿 Dominus Hiberniae ("Lord of Ireland")」のタイトルを末子ジョンに与えた。後にジョンが予期せず兄を継ぎ王になったため、「アイルランド卿領」はイングランド王の直接支配下となった。
ヘンリーはほとんどのアイルランド王たちによって都合よく解釈され、彼らはヘンリーがレンスターとアイルランドのノルマン人の拡大を押さえつけるチャンスと捉えていた。これは1175年のヘンリーとローリーによるウィンザー条約の批准にいたった。しかし、ダーマットが1171年に、ストロングボウが1176年に死亡し、ヘンリーがイングランドに帰国すると、条約の効力が無かった2年間、ローリーは彼の名目上の家臣を抑えることが出来なかった。ジョン・ド・クーシーは東アルスターの多くを侵略しこれを得て、レイモンド・ル・グロス (レイモンド・フィッツジェラルド) はすでにリムリックと北マンスターを手中に収め、プレンダーガスト (Prendergast)、フィッツステファン、フィッツジェラルド、フィッツヘンリーやル・ポア (le Poer) といった他のノルマン人一族も活発にこの仮想王国を自身の手で切り取っていった。

## 続く侵攻
多くのノルマン人の侵攻がレンスターに集中する中、他の地域の王によるヘンリーへの降伏に伴い、レンスター以外の土地状況は以前と変わっていなかった。しかし、個々の騎士はそれらにも侵攻した。
- コナーに1175年
- マンスターには1177年
- 東アルスターには1177年

これらさらなる侵攻は国王の許可で計画されたものではなかったが、ストロングボウの最初の侵攻と同じくその後もヘンリーの権威下にある領地に取り込まれなかった。

## ノルマン人主要人物の一覧
17世紀の歴史家ウィリアム・カムデンは侵攻における当時の人物を以下のように述べている。
1169年の侵攻においてダーマットに協力した人物
- モーリス・デ・プレンダギャスト (Maurice de Prendergast)
- ロバート・バー (Robert Barr)
- メーラー・メーラリン (Meiler Meilerine)
- モーリス・フィッツジェラルド (Maurice Fitz-Gerald)
- ロバート・フィッツヘンリー (Robert FitzHenry)
- メーラー・フィッツヘンリー (Meiler FitzHenry)
- フィッツステファンの甥レイモンド (Redmond nephew of Fitz-Stephen)
- ウィリアム・フェラン (William Ferrand)
- マイルス・デ・コーガン (Miles de Cogan)
- ガルター・デ・ライデンスフォード (Gualter de Ridensford)
- モーリス・フィッツジェラルドの息子ガルターとアレクサンダー (Gualter and Alexander sons of Maurice Fitz-Gerald)
- ウィリアム・ノッテ (William Notte)
- リチャード・カデル (Richard Caddell) - ブレイク家の祖先
- ロバート・フィッツバーナード (Robert Fitz-Bernard)
- ヒュー・ラシー (Hugh Lacie)
- ウィリアム・フィッツアルデルム (William Fitz-Aldelm)
- ウィリアム・マカレル (William Macarell)
- ハンフリー・ブーン (Hemphrey Bohun)
- ヒュー・デ・ガンデビル (Hugh De Gundevill)
- フィリップ・デ・ヘイスティング (Philip de Hasting)
- ヒュー・ティレル (Hugh Tirell)
- ウォルター・デ・バラー (Walter de Barât)
- ヘンリー・デ・バラー (Henry de Barât)
- デヴィッド・ウェルシュ (David Walsh)
- ロバート・ポア (Robert Poer) - アイルランドにおける最初のル・ポア
- オズバード・デ・ハーロター (Osbert de Herloter)
- ウィリアム・デ・ベンデンゲス (William de Bendenges)
- アダム・デ・ゲルネ (Adam de Gernez)
- フィリップ・デ・ブレオス (Philip de Breos)
- フィッツステファンの甥グリフィン (Griffin nephew of Fitz-Stephen)
- ラルフ・フィッツステファン (Raulfe Fitz-Stephen)
- ウォルター・デ・バリー (Walter de Barry)
- フィリップ・ウェルシュ (Philip Walsh)
- アダム・デ・ヘレフォード (Adam de Hereford)

1169年の侵攻の間参加していたと主張される人物
- ジョン・クーシー (John Courcy)
- ヒュー・コンシロン (Hugh Contilon)
- レドムンド・フィッツヒュー (Redmund Fitz-Hugh)
- Miles of St. David's Walynus - モーリス・フィッツジェラルドとともに来たウェールズ人
- ロバート・マルミオン (Sir Robert Marmion) - ストロングボウ供

以下は1172年ヘンリー2世侵攻に参加した人物
- リチャード・デ・トゥーティ (en)
- ウィリアム・デ・ウォール (William de Wall)
- ランドルフ・フィッツラルフ (Randolph FitzRalph)、フィッツステファン供
- Alice of Abervenny - レイモンド・フィッツウィリアム・ル・グロス供
- リチャード・デ・コーガン (Richard de Cogan)、ストロングボウ供
- フィリップ・ル・ホア (Phillipe le Hore)、ストロングボウ供
- ティボルド・フィッツウォルター (Theobald Fitzwalter)、ヘンリー2世供
- ロバート・デ・バーミングハム (Robert de Bermingham)ストロングボウ供
- d'Evreux、ストロングボウ供
- ユスタス・ロガー・デ・ガーノン (Eustace Roger de Gernon)
- デ・ラ・シャプル (de la ChapelleもしくはSupple)
- ギルバート・デアングロ (Gilbert d'Angulo) と息子ジョセリンとコステロ ( and sons Jocelyn and Hostilo (Costello))、ストロングボウ供

男爵の一人ヒュー・デ・ラシー (マクコステロスMacCostellos。Mac Oisdealbhaigh) はコノートにおける最初のノルマン人一族の一人であり、メイヨーに根を下ろしコステロ男爵 (en) になった。彼が定住した元々の場所は、隣の県であるロスコモン県を含んでいた(16世紀当時の居住地は現在のロスコモン県に位置するバラガデアリーンの近くであった)。彼らは有名なギルバート・デ・ナングル(Gilbert de Nangleラテン語でデ・アングロ、de Angulo。彼は最初のキャンブロ・ノルマン侵略者であった)の息子であるOisdealbhよりゲール語名を取り入れた最初のノルマン人侵略者であった。
デ・アングロ、彼の一族はミースに広大な領地を持ち、彼らはナヴァン男爵であった。一族はその後レンスターとコノートに広がり、すでに見てきたように主要な一族はゲール語の父祖の名を取ったMac Oisdealbhaighを取り入れた。レンスターのそれと、コノートのそれはこの形式を受け入れず、ナングルス（Nangles。de Nogla）となった一方、コークのそれらはナグルス（Nagles）になった。ウォルドロン（The Waldrons。Mac Bhaildrin）はメイヨーのマクコステロスの支流である。